# Grand Prix automobile d'Italie 2019
GP précédent GP suivant
Le Grand Prix automobile d'Italie 2019 (Formula 1 Gran Premio Heineken d'Italia 2019) disputé le 8 septembre 2019 sur le circuit de Monza, est la 1011e épreuve du championnat du monde de Formule 1 courue depuis 1950 où le circuit, situé dans le Parco Reale de Monza et surnommé « le Temple de la vitesse », faisait partie des sept pistes utilisées pour cette édition inaugurale. Il s'agit de la soixante-dixième édition du Grand Prix d'Italie comptant pour le championnat du monde de Formule 1, la soixante-neuvième se tenant à Monza et la quatorzième manche du championnat 2019.
Charles Leclerc obtient sa deuxième pole position consécutive, la quatrième de sa carrière au terme d'un véritable jeu de dupes lors de la phase finale des qualifications. À Monza, la nécessité pour chaque pilote de trouver de l'aspiration produite par la voiture roulant devant lui, entraîne d'étonnantes tactiques. Lors de leur première tentative en Q3, les Mercedes, sorties les premières de leur box, se garent au bout de la voie des stands dans le but de laisser les Ferrari passer devant, Sebastian Vettel en tête. Privé d'aspiration, il ne peut réaliser que le quatrième temps alors que son coéquipier, aspiré par un concurrent, se place en haut de la feuille des temps. À 6 minutes de la fin, Kimi Räikkönen tape le mur par l'arrière de sa monoplace dans le virage de la Parabolica et reste enlisé dans les graviers, provoquant un drapeau rouge. À la reprise, aucun pilote ne souhaite sortir des stands et être le premier en piste ; il reste ainsi moins de deux minutes quand les concurrents s'élancent. Dans leur tour de préparation, ils jouent tellement à ne pas être en tête en ralentissant au maximum que seuls Leclerc et Carlos Sainz Jr. peuvent se lancer dans un nouveau tour rapide avant le passage des feux au rouge. Seul l'Espagnol améliore son temps mais pas suffisamment pour progresser sur la grille. Les positions restent ainsi figées. Leclerc domine de 39 millièmes de seconde Lewis Hamilton en première ligne, Valtteri Bottas et Vettel occupent la deuxième ligne, suivis par les Renault de Daniel Ricciardo et Nico Hülkenberg. La quatrième ligne est composée de Sainz et Alexander Albon. La pénalité pour changement de boîte de vitesses infligée à Räikkönen après son accident permet à Antonio Giovinazzi de monter en cinquième ligne, derrière Lance Stroll.
Pourchassé par les Mercedes durant toute la course, Charles Leclerc comble de joie les dizaines de milliers de tifosi présents autour du circuit, en remportant la deuxième victoire de sa carrière, son deuxième succès consécutif, une semaine après s'être imposé à Spa. Il est le premier pilote Ferrari à gagner à Monza depuis Fernando Alonso en 2010. Sorti en tête de la première chicane, il tient à distance Lewis Hamilton et Valtteri Bottas grâce à la puissance de son moteur tandis que son coéquipier Sebastian Vettel, quatrième, part en tête-à-queue au sixième tour dans la chicane Ascari, et percute Lance Stroll en revenant en piste, ce qui lui vaut dix secondes de pénalité et une course anonyme achevée à un tour des premiers. Hamilton s'arrête le premier au dix-neuvième tour et repart en pneus mediums. Une boucle plus tard, Leclerc chausse des gommes dures, un choix qu'il qualifie à postériori, tout comme son patron Mattia Binotto, comme étant « le bon ». Hamilton, à portée d'utilisation de son aileron arrière mobile se rapproche tant qu'il lance une attaque à la variante Della Roggia au vingt-troisième tour ; le pilote Ferrari le tasse, l'obligeant à partir dans l'herbe et à couper la chicane. Cette défense musclée vaut à Leclerc un avertissement sous forme de drapeau noir et blanc. Mercedes utilise une stratégie décalée pour tenter de le contrer : Bottas effectue un premier relais plus long, rentrant au stand au vingt-septième tour. 
Au trente-sixième tour, Leclerc rate son freinage à la première chicane ce qui permet à Hamilton de se coller à nouveau dans ses échappements, provoquant une nouvelle défense à la limite de la légalité de Leclerc au freinage de la chicane suivante. Finalement, le quintuple champion du monde, dont les pneumatiques sont trop usés, tire tout droit au bout de la ligne droite des stands dans la quarante-deuxième boucle, ce qui permet à son coéquipier Valtteri Bottas de le dépasser pour se lancer à la chasse de la Ferrari. Bien que, par moments, dans la zone d'activation de l'aileron mobile, le pilote finlandais n'est jamais en mesure de porter une attaque dans les dix derniers tours. Leclerc s'impose sous les ovations du public devant les deux pilotes Mercedes, Hamilton retournant aux stands en vue de l'arrivée pour obtenir le point supplémentaire du meilleur tour en course en chaussant des pneus tendres. Les Flèches d'Argent n'avaient pas été battues à Monza depuis le début de l'ère des moteurs V6 turbo hybrides en 2014. 
Renault prend le dessus sur le reste du plateau et obtient son meilleur résultat depuis son retour en Formule 1 en tant que constructeur en 2016 avec Daniel Ricciardo quatrième devant son coéquipier Nico Hülkenberg qui passe la ligne d'arrivée avec Alexander Albon dans ses rétroviseurs. Plus loin, Sergio Pérez termine septième en résistant à Max Verstappen, parti dernier sur la grille, qui s'adjuge quatre points en étant le dernier pilote dans le tour du vainqueur. Antonio Giovinazzi et Lando Norris prennent les points restants. 
Au classement du championnat, Hamilton, avec 284 points, possède toujours une large avance sur Bottas (221 points) tandis que Leclerc (182 points) dépasse Vettel (169 points) et n'est qu'à trois points de la troisième place de Verstappen (185 points). Gasly (65 points) et Sainz (58 points) restent sixième et septième bien qu'ils n'aient pas marqué alors que Ricciardo et Albon (34 points) repoussent Kvyat (33 points) au dixième rang. Chez les constructeurs, battue sur la piste, Mercedes (505 points) n'en augmente pas moins son avance sur Ferrari (351 points) qui prend de l'air par rapport à Red Bull Racing (266 points). Renault (65 points) remonte au cinquième rang derrière McLaren (83 points) ; suivent Toro Rosso (51 points), Racing Point (46 points), Alfa Romeo (34 points), Haas (26 points) et Williams (1 point).

## Pneus disponibles
| Pneus pour piste sèche | Pneus pour piste sèche | Pneus pour piste sèche | Pneus pluie    | Pneus pluie |
| ---------------------- | ---------------------- | ---------------------- | -------------- | ----------- |
| Durs (Type C2)         | Médiums (Type C3)      | Tendres (Type C4)      | Intermédiaires | Pluie       |

## Essais libres

### Première séance, le vendredi de 11 h à 12 h 30
| Pos. | Pilote           | Voiture          | Chrono         | Écart     |
| ---- | ---------------- | ---------------- | -------------- | --------- |
| 1    | Charles Leclerc  | Ferrari          | 1 min 27 s 905 |           |
| 2    | Carlos Sainz Jr. | McLaren-Renault  | 1 min 28 s 211 | + 0 s 306 |
| 3    | Lando Norris     | McLaren-Renault  | 1 min 28 s 450 | + 0 s 545 |
| 4    | Lewis Hamilton   | Mercedes         | 1 min 28 s 730 | + 0 s 825 |
| 5    | Alexander Albon  | Red Bull-Honda   | 1 min 29 s 025 | + 1 s 120 |
| 6    | Daniil Kvyat     | Toro Rosso-Honda | 1 min 29 s 960 | + 2 s 055 |

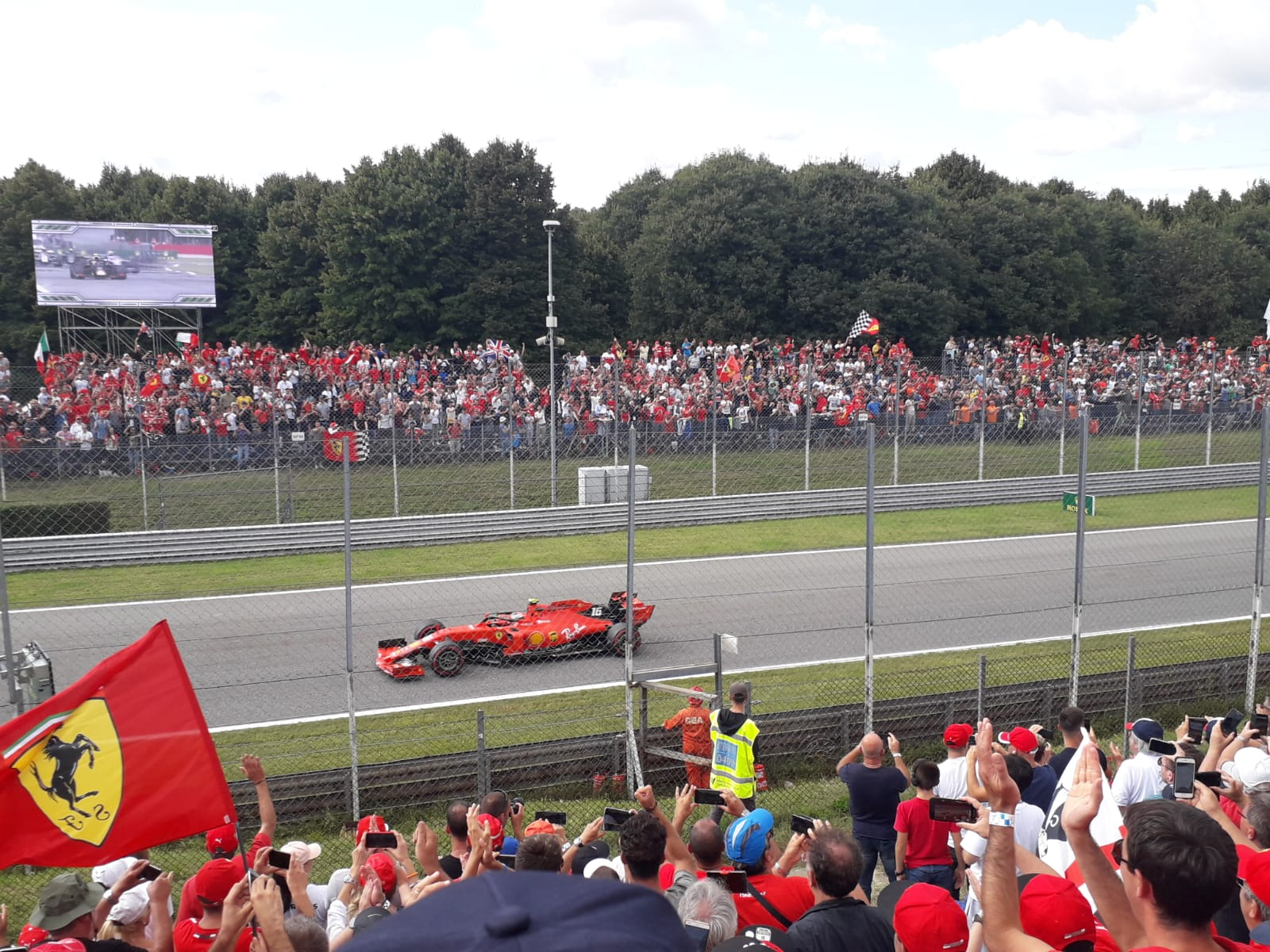
Charles Leclerc à Monza en 2019.

- La séance démarre après une averse sur une piste largement détrempée. Les pilotes s'élancent en pneus « pleine pluie » et les têtes-à-queues et autre figures sont nombreux tant l'adhérence est précaire. Les accidents successifs de Kimi Räikkönen, Sergio Pérez et Pierre Gasly provoquent à chaque fois l'interruption de la séance au drapeau rouge[3]. La trajectoire s'assèche et, dans les derniers instants, Charles Leclerc réalise le meilleur temps, en pneus médiums, quand les six pilotes qui le suivent établissent leurs temps avec les gommes tendres[4].

### Deuxième séance, le vendredi de 15 h à 16 h 30
| Pos. | Pilote           | Voiture        | Chrono         | Écart     |
| ---- | ---------------- | -------------- | -------------- | --------- |
| 1    | Charles Leclerc  | Ferrari        | 1 min 20 s 978 |           |
| 2    | Lewis Hamilton   | Mercedes       | 1 min 21 s 046 | + 0 s 068 |
| 3    | Sebastian Vettel | Ferrari        | 1 min 21 s 179 | + 0 s 201 |
| 4    | Valtteri Bottas  | Mercedes       | 1 min 21 s 347 | + 0 s 369 |
| 5    | Max Verstappen   | Red Bull-Honda | 1 min 21 s 350 | + 0 s 372 |
| 6    | Alexander Albon  | Red Bull-Honda | 1 min 21 s 589 | + 0 s 611 |

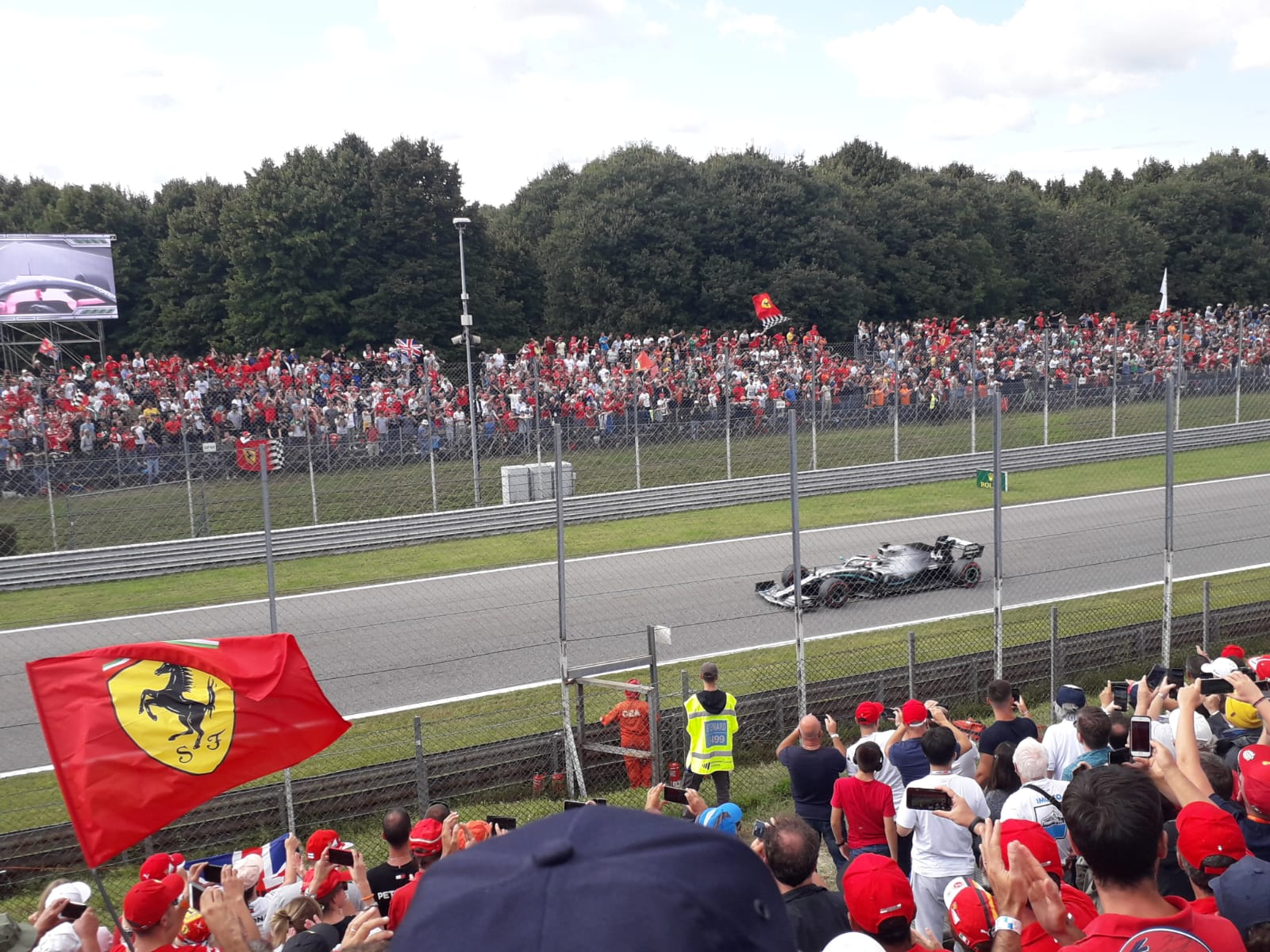
Lewis Hamilton à Monza en 2019.

- Les meilleurs temps sont réalisés sur une piste sèche avec des pneus tendres. La séance est toutefois perturbée par des gouttes de pluie éparses[6].

### Troisième séance, le samedi de 12 h à 13 h

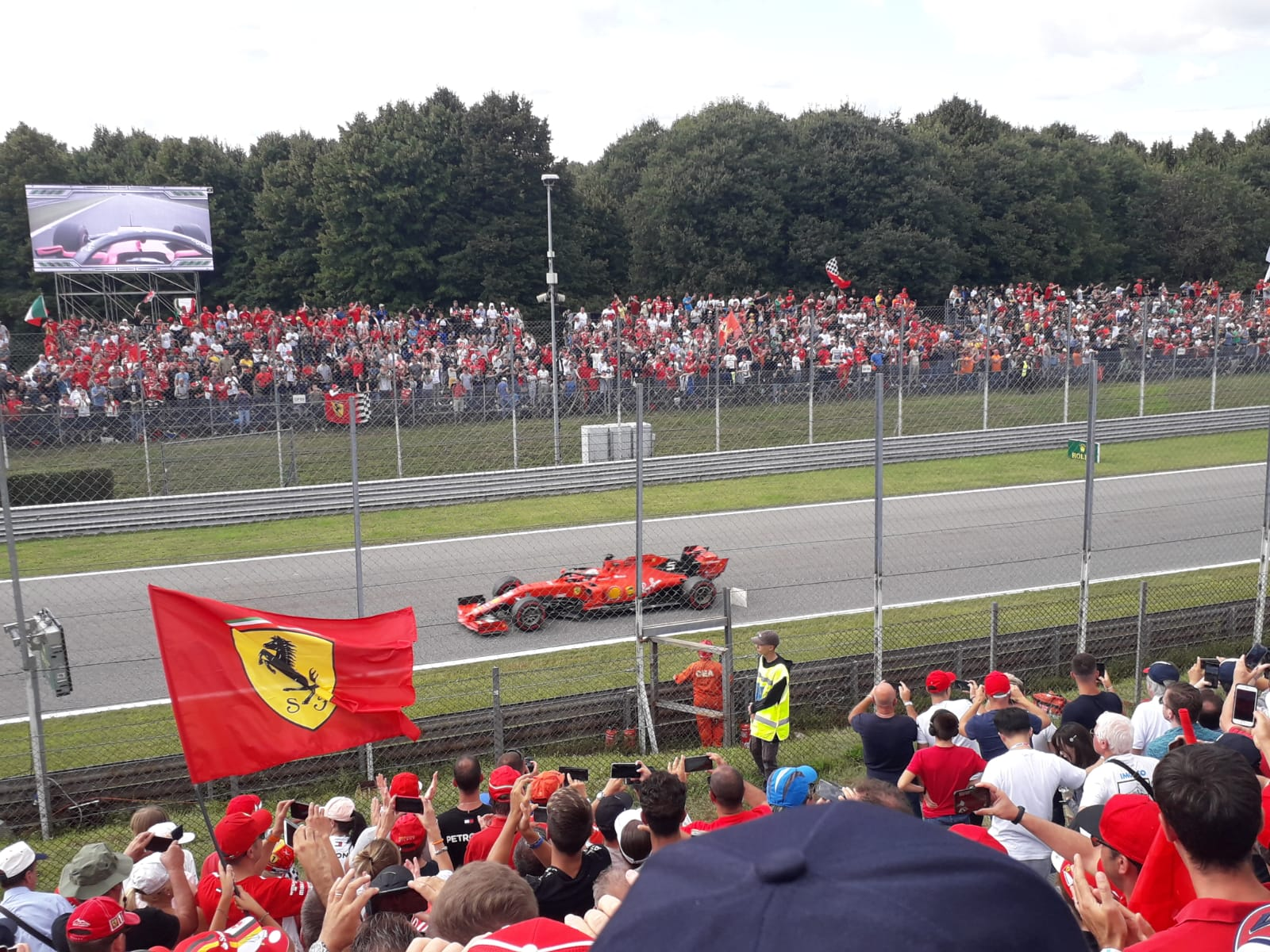
Sebastian Vettel à Monza en 2019.

| Pos. | Pilote           | Voiture        | Chrono         | Écart     |
| ---- | ---------------- | -------------- | -------------- | --------- |
| 1    | Sebastian Vettel | Ferrari        | 1 min 20 s 294 |           |
| 2    | Max Verstappen   | Red Bull-Honda | 1 min 20 s 326 | + 0 s 032 |
| 3    | Valtteri Bottas  | Mercedes       | 1 min 20 s 403 | + 0 s 109 |
| 4    | Charles Leclerc  | Ferrari        | 1 min 20 s 403 | + 0 s 109 |
| 5    | Daniel Ricciardo | Renault        | 1 min 20 s 456 | + 0 s 270 |
| 6    | Lewis Hamilton   | Mercedes       | 1 min 20 s 595 | + 0 s 301 |

## Séance de qualifications

### Résultats des qualifications
| Pos.                                                                                      | Pilote             | Écurie                    | Qualifications 1 | Qualifications 2 | Qualifications 3 |
| ----------------------------------------------------------------------------------------- | ------------------ | ------------------------- | ---------------- | ---------------- | ---------------- |
| 1                                                                                         | Charles Leclerc    | Ferrari                   | 1 min 20 s 126   | 1 min 19 s 553   | 1 min 19 s 307   |
| 2                                                                                         | Lewis Hamilton     | Mercedes                  | 1 min 20 s 272   | 1 min 19 s 464   | 1 min 19 s 346   |
| 3                                                                                         | Valtteri Bottas    | Mercedes                  | 1 min 20 s 156   | 1 min 20 s 018   | 1 min 19 s 354   |
| 4                                                                                         | Sebastian Vettel   | Ferrari                   | 1 min 20 s 378   | 1 min 19 s 715   | 1 min 19 s 457   |
| 5                                                                                         | Daniel Ricciardo   | Renault                   | 1 min 20 s 374   | 1 min 19 s 833   | 1 min 19 s 839   |
| 6                                                                                         | Nico Hülkenberg    | Renault                   | 1 min 20 s 155   | 1 min 20 s 275   | 1 min 20 s 049   |
| 7                                                                                         | Carlos Sainz Jr.   | McLaren-Renault           | 1 min 20 s 413   | 1 min 20 s 202   | 1 min 20 s 455   |
| 8                                                                                         | Alexander Albon    | Red Bull-Honda            | 1 min 20 s 382   | 1 min 20 s 021   | Pas de temps     |
| 9                                                                                         | Lance Stroll       | Racing Point-BWT Mercedes | 1 min 20 s 643   | 1 min 20 s 498   | Pas de temps     |
| 10                                                                                        | Kimi Räikkönen     | Alfa Romeo-Ferrari        | 1 min 20 s 634   | 1 min 20 s 515   | Pas de temps     |
| 11                                                                                        | Antonio Giovinazzi | Alfa Romeo-Ferrari        | 1 min 20 s 657   | 1 min 20 s 517   |                  |
| 12                                                                                        | Kevin Magnussen    | Haas-Ferrari              | 1 min 20 s 616   | 1 min 20 s 615   |                  |
| 13                                                                                        | Daniil Kvyat       | Toro Rosso-Honda          | 1 min 20 s 723   | 1 min 20 s 630   |                  |
| 14                                                                                        | Lando Norris       | McLaren-Renault           | 1 min 20 s 646   | 1 min 21 s 068   |                  |
| 15                                                                                        | Pierre Gasly       | Toro Rosso-Honda          | 1 min 20 s 508   | 1 min 21 s 125   |                  |
| 16                                                                                        | Romain Grosjean    | Haas-Ferrari              | 1 min 20 s 784   |                  |                  |
| 17                                                                                        | Sergio Pérez       | Racing Point-BWT Mercedes | 1 min 21 s 291   |                  |                  |
| 18                                                                                        | George Russell     | Williams-Mercedes         | 1 min 21 s 800   |                  |                  |
| 19                                                                                        | Robert Kubica      | Williams-Mercedes         | 1 min 22 s 356   |                  |                  |
| Temps minimal à réaliser pour la qualification : 1 min 25 s 735 (107 % de 1 min 20 s 126) |                    |                           |                  |                  |                  |
| Nq.                                                                                       | Max Verstappen     | Red Bull-Honda            | Pas de temps     |                  |                  |

### Grille de départ
- Lando Norris, auteur du quatorzième temps, et qui utilise un quatrième moteur Renault à la suite de la casse du précédent à un tour de l'arrivée lors du Grand Prix précédent, est pénalisé d'un recul en fond de grille à cause de l'utilisation de nouveaux éléments du groupe propulseur ; il s'élance de la seizième place[9],[10] ;
- Pierre Gasly, auteur du quinzième temps, est pénalisé d'un recul en fond de grille en raison du changement de son moteur Honda ; il s'élance de la dix-septième place[11] ;
- Sergio Pérez, auteur du dix-septième temps, est pénalisé d'un recul en fond de grille en raison du changement de son moteur, du turbo, du MGU-H et du MGU-K après un problème lors de la première phase qualificative; il s'élance de la dix-huitième place[12] ;
- Kimi Raïkkönen, victime d'une sortie de piste lors de la dernière phase qualificative, est pénalisé d'un recul de cinq places en raison du changement de sa boîte de vitesses. Il restait le seul pilote motorisé par Ferrari à ne pas encore disposer des nouveautés lancées à Spa la semaine précédente et Alfa Romeo a finalement décidé de monter ces nouveautés et, puisqu'il ne s'agit pas de la même spécification que celle utilisée en qualifications, Räikkönen doit prendre le départ depuis l'allée des stands[12],[13] ;
- Max Verstappen, qui utilise un quatrième moteur Honda, est pénalisé d'un recul en fond de grille ; initialement non-qualifié car il n'a pas réalisé de tour chronométré, il est repêché par les commissaires de course et s'élance de la dix-neuvième place à la suite de la pénalité de Räikkönen[14].

## Course

### Classement de la course
| Pos. | no | Pilote             | Écurie                    | Tours | Temps/Abandon                      | Grille  | Points |
| ---- | -- | ------------------ | ------------------------- | ----- | ---------------------------------- | ------- | ------ |
| 1    | 16 | Charles Leclerc    | Ferrari                   | 53    | 1 h 15 min 26 s 665 (243,931 km/h) | 1       | 25     |
| 2    | 77 | Valtteri Bottas    | Mercedes                  | 53    | + 0 s 835                          | 3       | 18     |
| 3    | 44 | Lewis Hamilton     | Mercedes                  | 53    | + 35 s 199                         | 2       | 15 + 1 |
| 4    | 3  | Daniel Ricciardo   | Renault                   | 53    | + 45 s 515                         | 5       | 12     |
| 5    | 27 | Nico Hülkenberg    | Renault                   | 53    | + 58 s 165                         | 6       | 10     |
| 6    | 23 | Alexander Albon    | Red Bull-Honda            | 53    | + 59 s 315                         | 8       | 8      |
| 7    | 11 | Sergio Pérez       | Racing Point-BWT Mercedes | 53    | + 1 min 13 s 802                   | 18      | 6      |
| 8    | 33 | Max Verstappen     | Red Bull-Honda            | 53    | + 1 min 14 s 492                   | 19      | 4      |
| 9    | 99 | Antonio Giovinazzi | Alfa Romeo-Ferrari        | 52    | + 1 tour                           | 10      | 2      |
| 10   | 4  | Lando Norris       | McLaren-Renault           | 52    | + 1 tour                           | 16      | 1      |
| 11   | 10 | Pierre Gasly       | Toro Rosso-Honda          | 52    | + 1 tour                           | 17      |        |
| 12   | 18 | Lance Stroll       | Racing Point-BWT Mercedes | 52    | + 1 tour                           | 9       |        |
| 13   | 5  | Sebastian Vettel   | Ferrari                   | 52    | + 1 tour                           | 4       |        |
| 14   | 63 | George Russell     | Williams-Mercedes         | 52    | + 1 tour                           | 14      |        |
| 15   | 7  | Kimi Räikkönen     | Alfa Romeo-Ferrari        | 52    | + 1 tour                           | pitlane |        |
| 16   | 8  | Romain Grosjean    | Haas-Ferrari              | 52    | + 1 tour                           | 13      |        |
| 17   | 88 | Robert Kubica      | Williams-Mercedes         | 51    | + 2 tours                          | 15      |        |
| Abd. | 20 | Kevin Magnussen    | Haas-Ferrari              | 43    | Hydraulique                        | 11      |        |
| Abd. | 26 | Daniil Kvyat       | Toro Rosso-Honda          | 29    | Fuite d'huile                      | 12      |        |
| Abd. | 55 | Carlos Sainz Jr.   | McLaren-Renault           | 27    | Roue mal fixée                     | 7       |        |

### Pole position et record du tour
- Pole position :  Charles Leclerc (Ferrari) en 1 min 19 s 307 (262,963 km/h)[16].
- Meilleur tour en course :  Lewis Hamilton (Mercedes) en 1 min 21 s 779 (255,014 km/h) au cinquante-et-unième tour ; troisième de la course, il remporte le point bonus associé au meilleur tour en course[17].

### Tours en tête
- Charles Leclerc (Ferrari) : 45 tours (1-19 / 28-53)[18]
- Valtteri Bottas (Mercedes) : 8 tours (20-27)

## Classements généraux à l'issue de la course
| Pos. | Pilote             | Écurie                    | Points |
| ---- | ------------------ | ------------------------- | ------ |
| 1    | Lewis Hamilton     | Mercedes                  | 284    |
| 2    | Valtteri Bottas    | Mercedes                  | 221    |
| 3    | Max Verstappen     | Red Bull-Honda            | 185    |
| 4    | Charles Leclerc    | Ferrari                   | 182    |
| 5    | Sebastian Vettel   | Ferrari                   | 169    |
| 6    | Pierre Gasly       | Toro Rosso-Honda          | 65     |
| 7    | Carlos Sainz Jr.   | McLaren-Renault           | 58     |
| 8    | Daniel Ricciardo   | Renault                   | 34     |
| 9    | Alexander Albon    | Red Bull-Honda            | 34     |
| 10   | Daniil Kvyat       | Toro Rosso-Honda          | 33     |
| 11   | Nico Hülkenberg    | Renault                   | 31     |
| 12   | Kimi Räikkönen     | Alfa Romeo Racing-Ferrari | 31     |
| 13   | Sergio Pérez       | Racing Point-BWT Mercedes | 27     |
| 14   | Lando Norris       | McLaren-Renault           | 25     |
| 15   | Lance Stroll       | Racing Point-Mercedes     | 19     |
| 16   | Kevin Magnussen    | Haas-Ferrari              | 18     |
| 17   | Romain Grosjean    | Haas-Ferrari              | 8      |
| 18   | Antonio Giovinazzi | Alfa Romeo Racing-Ferrari | 3      |
| 19   | Robert Kubica      | Williams-Mercedes         | 1      |

| Pos. | Écurie                    | Points |
| ---- | ------------------------- | ------ |
| 1    | Mercedes                  | 505    |
| 2    | Ferrari                   | 351    |
| 3    | Red Bull-Honda            | 266    |
| 4    | McLaren-Renault           | 83     |
| 5    | Renault                   | 65     |
| 6    | Toro Rosso-Honda          | 51     |
| 7    | Racing Point-BWT Mercedes | 46     |
| 8    | Alfa Romeo-Ferrari        | 34     |
| 9    | Haas-Ferrari              | 26     |
| 10   | Williams-Mercedes         | 1      |

## Statistiques
Le Grand Prix d'Italie 2019 représente :
- la 4e pole position de Charles Leclerc, toutes obtenues cette année avec Ferrari[21] ;
- la 2e victoire de la carrière de Charles Leclerc, qui est également son deuxième succès consécutif[22] ;
- la 21e pole position de la Scuderia Ferrari à Monza, record pour une écurie sur ce circuit et dans un Grand Prix en général[23] ;
- la 237e victoire pour Ferrari en tant que constructeur[24] ;
- la 238e victoire pour Ferrari en tant que motoriste[25] ;
- le 44e meilleur tour en course de Lewis Hamilton, à la troisième place derrière Kimi Räikkönen (46) et Michael Schumacher (77)[26].

Au cours de ce Grand Prix :
- Charles Leclerc est élu « Pilote du jour » à l'issue d'un vote organisé sur le site officiel de la Formule[27] ;
- Lewis Hamilton passe la barre des 3 300 points inscrits en Formule 1 (3 302 points inscrits)[28] ;
- Nico Hülkenberg passe la barre des 500 points inscrits en Formule 1 (505 points inscrits)[29] ;
- Charles Leclerc passe la barre des 200 points inscrits en Formule 1 (202 points inscrits)[30] ;
- Derek Warwick (146 départs en Grands Prix entre 1981 et 1993, quatre podiums, 71 points inscrits) est nommé conseiller par la FIA pour aider dans leurs jugements le groupe des commissaires de course[31].